# 杰米·科文
杰米·科文（英語：Jamie Koven，1973年4月18日—），美国男子赛艇运动员。他曾代表美国参加1995年泛美运动会赛艇比赛，获得二枚金牌。他也参加了1996年和2000年夏季奥运会。